# Cha Cha Cha
«Cha Cha Cha» — пісня фінського репера та співака Käärijä, випущена 17 січня 2023 року. Ця пісня представляла Фінляндію на пісенному конкурсі Євробачення 2023 після перемоги на «Uuden Musiikin Kilpailu 2023», фінського національного відбору на пісенний конкурс Євробачення. У фіналі пісня виграла глядацьке голосування, набравши 376 балів, але посіла друге місце з 526 балами в загальному голосуванні, поступаючись Швеції з піснею Лорін «Tattoo», яка отримала в загальному 583 бали.
Кавер на пісню зробили інші учасники Євробачення 2023, представники від Німеччини Lord of the Lost.

## Чарти
| Чарт (2023)                         | Найвища позиція |
| ----------------------------------- | --------------- |
| Фінляндія (Suomen virallinen lista) | 1               |
| Ісландія (Plötutíðindi)             | 3               |
| Литва (AGATA)                       | 10              |
| Нідерланди (Single Tip)             | 15              |
| Швеція (Sverigetopplistan)          | 1               |